# Joost Seelen
 (octobre 2018).
Si vous disposez d'ouvrages ou d'articles de référence ou si vous connaissez des sites web de qualité traitant du thème abordé ici, merci de compléter l'article en donnant les références utiles à sa vérifiabilité et en les liant à la section « Notes et références ».
 (novembre 2018).
Pour les articles homonymes, voir Seelen (homonymie).
Joost Seelen, né le 31 juillet 1957 à  Rijen, est un producteur et réalisateur néerlandais.

## Filmographie
- 2009 : Drona & Me de Catherine van Campen
- 2011 : Painful Painting de Catherine van Campen[2]
- 2011 : Coffee, Cake & Crematorium de Sergej Kreso
- 2011 : Flying Anne de Catherine van Campen[3]
- 2012 : Cap or Kippah de Susanne Engels
- 2012 : Mookie de Neske Beks[4]
- 2013 : 69: Love Sex Senior de Menna Laura Meijer[5]
- 2013 : Joan’s Boys de Catherine van Campen
- 2013 : Wild Boar de Willem Baptist
- 2015 : Paolo Ventura, Vanishing Man de Erik van Empel
- 2015 : Garage 2.0 de Catherine van Campen[6]
- 2015 : A Strange Love Affair with Ego de Ester Gould
- 2015 : Ninnoc de Niki Padidar[7]

### Réalisateur
- 1996 : It Was Our City
- 2011 : Soldiers in Black